# MYこれ!クション CoCo BEST
『MYこれ!クション CoCo BEST』は、CoCoの4枚目のベスト・アルバム。2001年11月21日にポニーキャニオンから発売された。リマスタリング音源のベスト盤。

## 収録曲
1. EQUALロマンス [4:30]
作詞：及川眠子／作曲：山口美央子／編曲：中村哲
2. はんぶん不思議 [3:53]
作詞：及川眠子／作曲：岩田雅之／編曲：有賀啓雄
3. 夏の友達 [3:33]
作詞：和泉ゆかり／作曲：山口美央子／編曲：亀田誠治
4. 思い出がいっぱい [3:53]
作詞：及川眠子／作曲：岩田雅之／編曲：有賀啓雄
5. ささやかな誘惑 [4:31]
作詞：及川眠子／作曲：都志見隆／編曲：中村哲
6. Live Version [4:18]
作詞：田口俊／作曲：都志見隆／編曲：中村哲
7. Newsな未来 [4:02]
作詞：及川眠子／作曲・編曲：羽田一郎
8. 無敵のOnly You [3:27]
作詞：及川眠子／作曲：羽田一郎／編曲：有賀啓雄
9. 夢だけ見てる [4:45]
作詞：森本抄夜子／作曲：朝倉紀幸／編曲：十川知司
10. だから涙と呼ばないで [4:03]
作詞：森本抄夜子／作曲：羽田一郎／編曲：亀田誠治
11. 夏空のDreamer [4:03]
作詞：森本抄夜子／作曲：朝倉紀幸／編曲：亀田誠治
12. 横浜Boy Style [4:18]
作詞：及川眠子／作曲・編曲：後藤次利
13. ちいさな一歩で [4:11]
作詞：森本抄夜子／作曲：朝倉紀幸／編曲：澤近泰輔
14. 恋のジャンクション [4:05]
作詞：及川眠子／作曲：川上明彦／編曲：亀田誠治
15. You're my treasure〜遠い約束 [4:45]
作詞：森本抄夜子／作曲：羽田一郎／編曲：亀田誠治
16. 妖精たちのラプソディー [4:16]
作詞：及川眠子／作曲：松本俊明／編曲：亀田誠治
  - アルバム『Snow Garden』より